# Norma Cappagli
Norma Gladys Cappagli (* 20. September 1939 in Buenos Aires; † 22. Dezember 2020 ebenda) war eine argentinische Journalistin und Miss World.

## Leben
Norma Cappagli stammte aus einer Arbeiterfamilie und hatte italienische Wurzeln.
Bereits während ihrer Schulzeit nahm Cappagli an Schönheitswettbewerben teil. Da sie viele davon gewann, wurde sie 1959 vorgeschlagen, um ihr Land beim Miss World Wettbewerb 1960 zu vertreten. Cappagli gewann dann auch 1960 in England den Wettbewerb als erste Argentinierin und wurde zur Nachfolgerin von Corine Rottschäfer gekürt. Der Wettbewerb fand im Lyceum Theatre im Londoner West End statt. Das Preisgeld betrug £ 500 und einen Sportwagen.
Eine weitere Folge dieses Wettbewerbs war, dass Cappagli 1961 als Mannequin von der Fa. Christian Dior engagiert wurde. Später arbeitete sie auch noch für einige andere Modefirmen. 1962 trat sie zusammen mit dem Sänger Armando Sciascia (1920–2017) auf. Mit der Veröffentlichung der Single „Sexy World“ erzielte sie keinerlei Erfolg und daher unterließ sie weitere geplante Ausflüge in die Musikbranche. 
Als ihre Karriere als Model zu Ende ging, schrieb sie als freie Journalistin für Zeitschriften wie Mademoiselle, Men’s Bazaar, oder Vogue.
Später zog sich Cappagli ins Privatleben zurück und ließ sich in ihrer Heimatstadt nieder. Dort wurde sie am 17. Dezember 2020 in der Nähe ihrer Wohnung im Stadtteil Recoleta von einem Linienbus angefahren und verstarb fünf Tage später im Hospital Fernández. 
Nach Focus Online war 1961 in Argentinien „Norma“ der am häufigsten gewählte Vorname für Mädchen.